# Nāspur
Nāspur är en ort i Indien.   Den ligger i distriktet Ādilābād och delstaten Telangana, i den centrala delen av landet, 1 100 km söder om huvudstaden New Delhi. Nāspur ligger 143 meter över havet och antalet invånare är 15 374.
Terrängen runt Nāspur är platt. Runt Nāspur är det ganska tätbefolkat, med 248 invånare per kvadratkilometer. Närmaste större samhälle är Ramagundam, 5,1 km söder om Nāspur. Omgivningarna runt Nāspur är en mosaik av jordbruksmark och naturlig växtlighet.